# مطبعة كوفي هاوس
مطبعة كوفي هاوس، هي مطبعة مستقلة غير ربحية مقرها في مينيابوليس، مينيسوتا. هدف المطبعة هو «إنتاج كتب تحتفي بالخيال، والابتكار في حرفة الكتابة، والعديد من الأصوات الأصيلة للتجربة الأمريكية».  تعتبر على نطاق واسع من بين أكبر خمس مطابع مستقلة في الولايات المتحدة  وقد أطلق عليها اسم كنز وطني.  تنشر المطبعة الخيال الأدبي والواقعي والشعر . 

## التاريخ
بدأ كوفي هاوس مع Toothpaste ، وهي مجلة آلة نسخ الرسائل أسسها آلان كورنبلوم في ولاية أيوا في عام 1970.  بعد أخذ دورة في الطباعة بجامعة أيوا مع هاري دنكان المشهور ، استوحى كورنبلوم تحويل Toothpaste إلى Toothpaste Press ، وهي شركة نشر صغيرة مكرسة لإنتاج كتيبات الشعر وكتب النصوص .  بعد 10 سنوات من نشر كتب النصوص ، أغلق كورنبلوم المطبعة في ديسمبر 1983 ؛ في العام التالي ، انتقل إلى مينيابوليس ، وأعاد فتح المطبعة كمنظمة غير ربحية ، وبدأ في طباعة الكتب التجارية.  نظرًا لقلقه من أن الاسم الخفيف للمطبعة قد يناقض التزامه الجاد تجاه مؤلفي المطبعة وقرائها ، أعاد كورنبلوم تسميته إلى مطبعة كوفي هاوس. 
سرعان ما بدأت المطبعة تتلقى الإشادة الوطنية. في أوائل التسعينيات ، جذبت كتب مثل دونالد دوك بقلم فرانك تشين وكتاب عبر قوس الغابة المطيرة لكارين تي ياماشيتا (الحائزة على جائزة الكتاب الأمريكية لعام 1991) الاهتمام الوطني وساعدت أيضًا في تعزيز سمعة المطبعة المستمرة لنشر أعمال استثنائية من قبل كتاب اللون. كما وصفها كورنبلوم ذات مرة ، «لقد نشرت دار مطبعة كوفي هاوس بنشاط الكتاب الملونين ككتّاب ، كممثلين لأفضل الأدب المعاصر ، أولاً وقبل كل شيء ، ثم ثانيًا فقط ، كممثلين لمجتمعات الأقليات. قد يكون ذلك أحد أهم مساهماتنا [في الأدب الأمريكي].» 
في يوليو 2011 ، بعد عامين من عملية انتقال القيادة ، استقال كورنبلوم ليصبح محرر الصحافة الأول.  كريس فيشباخ ، الذي بدأ العمل في الصحافة كمتدرب عام 1994 ، خلفه كناشر. في عام 2015 ، اشتركت مطبعة كوفي هاوس مع إيميلي جولد و روث كاري في بصمة كتب إيميلي. 
نشرت كوفي هاوس أكثر من 300 كتاب ، وما يزيد عن 250 كتابًا لا تزال مطبوعة ، وتصدر 15-20 عنوانًا جديدًا كل عام.  لقد اكتسبت سمعة طيبة لإلتزامها طويل الأمد تجاه المؤلفين الذين اختاروا نشرهم. 

## الكتب والمؤلفون
الكتب البارزة بشكل خاص من مطبعة كوفي هاوس تعد الأكثر مبيعًا Firmin: Adventures of a Metropolitan Lowlife من تأليف Sam Savage والمتسابقين النهائيين لجائزة الكتاب الوطني Blood Dazzler بقلم باتريشيا سميث (شعر ، 2008) ، و |Hotel | من تأليف Karen Tei Yamashita (خيال ، 2010) .  من بين العناوين الأخرى الحائزة على جوائز وطنية ، الفائزون بجائزة الكتاب الأمريكية كتاب في مكان آخر من تأليف ماثيو شينودا (2006) ، كتاب المحيط في الحجرة بقلم يوكو تانيغوتشي (2008) ،  كتاب المنمنمات البارزة لجمعية المكتبات الأمريكية بقلم نورا لابينر (2003) و ALA Best اختيار أفضل قائمة الروايات الأولى رواية أختنا في وقت ما ، أيضًا بواسطة لابينر (2000). في عام 2011 ، نشرت كوفي هاوس كتاب مغادرة محطة أتوشا من تأليف بن ليرنر، وهي واحدة من أكثر روايات العام شهرة ، وجذبت الانتباه الوطني والدولي إلى الصحافة. 
من بين المؤلفين الآخرين الحائزين على جوائز صحيفة كوفي هاوس رون بادجيت وآن والدمان وفرانك تشين وكاو كاليا يانغ وديفيد هيلتون ولايرد هانت وبريان إيفنسون .

## انظرأيضًا
- مينيابوليس
- مينيسوتا

## روابط خارجية
- Coffee House Press Website
- Submission Guidelines
- Poets & Writers Profile
- Consortium Book Sales & Distribution
- Manuscript Register for the Records of the Toothpaste/Coffee House Press,